# Untermeitingen
Untermeitingen è un comune tedesco di 6 331 abitanti, situato nel land della Baviera.